# Reprezentacja Armenii na Mistrzostwach Świata w Narciarstwie Klasycznym 2007
Reprezentacja Armenii na Mistrzostwach Świata w Narciarstwie Klasycznym 2007 liczyła 5 sportowców. Najlepszym wynikiem było 67. miejsce Hovhannesa Sargsyana w sprincie mężczyzn.

## Wyniki

### Biegi narciarskie mężczyzn
Sprint
- Hovhannes Sargsyan - 67. miejsce
- Karapet Sahradyan - 68. miejsce
- Mayis Soghoyan - 70. miejsce
- Armen Meliqyan - 72. miejsce

Bieg na 15 km
- Karapet Sahradyan - 82. miejsce
- Hovhannes Sargsyan - 96. miejsce
- Armen Meliqyan - 104. miejsce
- Mayis Soghoyan - 106. miejsce

Bieg na 30 km
- Karapet Sahradyan - nie ukończył
- Mayis Soghoyan - nie ukończył

### Biegi narciarskie kobiet
Sprint
- Syuzanna Varosyan - 69. miejsce

Bieg na 10 km
- Syuzanna Varosyan - 69. miejsce